# Suzukiana basistriga
Suzukiana basistriga är en fjärilsart som beskrevs av Moore 1888. Suzukiana basistriga ingår i släktet Suzukiana och familjen tandspinnare. Inga underarter finns listade i Catalogue of Life.